# Deborah Jeane Palfrey
Deborah Jeane Palfrey (* 18. März 1956 in Charleroi, Pennsylvania; † 1. Mai 2008 in Tarpon Springs, Florida) war die Betreiberin einer Begleitagentur in Washington, D.C. Sie war auch bekannt als D.C. Madam.
Palfrey betrieb einen Escort-Service in den Jahren 1993 bis 2006. Ihr wurde die Vermittlung von (illegaler) Prostitution vorgeworfen. Im Rahmen ihrer Anklage löste sie 2007 mit teilweisen Veröffentlichungen aus ihrer Kundenliste einen großen Skandal aus, da diese angeblich zahlreiche prominente Politiker und Persönlichkeiten enthält. Anschließend wurden zunächst weitere Veröffentlichungen gerichtlich untersagt.
Zu den Prominenten, die als Kunden bekannt wurden, gehört David Vitter, republikanischer US-Senator aus Louisiana. Ein weiterer Betroffener war Randall Tobias, Chef der US-Entwicklungsbehörde. Auch Angehörige und Mitarbeiter der Streitkräfte, der NASA, der Weltbank und des Internationalen Währungsfonds sollen in der Kundendatei verzeichnet gewesen sein.
Palfrey starb nach Behördenaussagen durch Suizid wenige Tage nach einer gerichtlichen Verurteilung.